# Grand Conseil du canton de Neuchâtel
52e législature
Château de Neuchâtel
Le Grand Conseil est le parlement cantonal du canton suisse de Neuchâtel.
Il est composé de 100 députés élus pour quatre ans selon le système de la représentation proportionnelle au sein d'une circonscription unique, conformément à l'article 52 de la Constitution de 2000.

## Historique
Le Grand Conseil est né de la révolution du 1er mars 1848. Il siège pour la première fois le 3 mai de la même année. De 1848 à 1860, le Grand Conseil comptait 89 sièges. Le nombre de sièges a ensuite été fixé à 115 en 1961, puis à 100 en 2021. La suppléance a été instaurée en 2005.
Entre juin 1903 (adopté en votation) et 1959 (avant la votation de septembre), la composition était proportionnelle à la population du canton, selon l'article 23 de la Constitution de 1858 : « Le pouvoir législatif est exercé par un Grand Conseil composé de députés élus directement par le peuple, dans la proportion d’un député pour 1 200 âmes de population. Toute fraction au-dessus de 600 comptera pour 1 200. »
Raymonde Schweizer est la première femme à rejoindre le Grand Conseil en 1960, devenant également la première Suissesse à siéger dans un parlement cantonal.
Le 24 septembre 2017, les Neuchâtelois votent à près de 58% en faveur de la suppression des six districts du canton, de la mise en place d'une circonscription électorale unique et de la réduction du nombre de députés, de 115 à 100. Une équité territoriale est maintenue via l'attribution d'un nombre minimal de sièges à chacune des quatre régions électorales.
| Région         | Minimum de sièges garantis |
| -------------- | -------------------------- |
| Littoral       | 27                         |
| Montagnes      | 15                         |
| Val-de-Travers | 4                          |
| Val-de-Ruz     | 5                          |
| Total          | 51                         |

À la suite des élections du 18 avril 2021, le Grand Conseil neuchâtelois devient le premier parlement cantonal suisse majoritairement composé de femmes, avec 58 députées sur 100. 

## Répartition des députés

### 2025-2029 (52elégislature)
L'élection du Grand Conseil pour la législature 2025-2029 se déroule le 23 mars 2025.
Pour la législature 2025-2029, la répartition des sièges est la suivante :
- Parti libéral-radical : 30 sièges
- Parti socialiste : 27 sièges
- Les Verts : 15 sièges
- Parti Vert'Libéral : 5 sièges
- Union démocratique du centre : 12 sièges
- Parti ouvrier et populaire : 8 sièges
- Le Centre : 3 sièges

Les élus entrent en fonction le 27 mai 2025.

### 2021-2025 (51elégislature)
L'élection du Grand Conseil pour la législature 2021-2025 se déroule le 18 avril 2021. Cette nouvelle législature voit le nombre de députés passer de 115 à 100, élus au sein d'une circonscription électorale désormais unique à l'échelle cantonale, remplaçant l'ancienne élection par districts. L'élection est également marquée par le rajeunissement des élus, avec un âge moyen de 44 ans, contre 48 lors de la législature précédente.
L'élection du 18 avril 2021 connaît un score historique d'élection de femmes dans un parlement cantonal suisse et, pour la première fois de l'histoire du Grand Conseil du canton de Neuchâtel, les femmes sont majoritaires, avec 58 députées sur 100. La liste SolidaritéS n'atteint pas le quorum et n'est plus représentée au Grand Conseil.
Pour la législature 2021-2025, la répartition des sièges est la suivante :
- Parti libéral-radical : 32 sièges
- Parti socialiste : 21 sièges
- Les Verts : 19 sièges
- Parti Vert'Libéral : 8 sièges
- Union démocratique du centre : 8 sièges
- Parti ouvrier et populaire : 8 sièges
- Le Centre : 4 sièges

Les élus entrent en fonction le 25 mai 2021.

### 2017-2021 (50elégislature)
L'élection du Grand Conseil se déroule le 2 avril 2017. Le résultat est marqué par la perte de 11 sièges de l'Union démocratique du centre, le gain de 8 sièges du Parti libéral-radical, ainsi que la belle progression des Verts, qui obtiennent 17 sièges, soit 5 de plus qu'aux dernières élections. Le Parti démocrate-chrétien obtient 2 sièges, les Verts'libéraux 4, le Parti ouvrier populaire 6 et SolidaritéS 2.

Composition du Grand Conseil en 2017-2021

Pour la législature 2017-2021, la répartition des sièges est la suivante:
- Parti libéral-radical (PLR) : 43 sièges
- Parti socialiste neuchâtelois, Femmes et Jeunes socialistes (PSN) : 32 sièges
- Les Verts, Écologie et Liberté (V) : 17 sièges
- Union démocratique du centre (UDC) : 9 sièges
- Parti ouvrier et populaire (POP) : 6 sièges
- Parti démocrate-chrétien (PDC) : 2 sièges
- SolidaritéS : 2 sièges
- Vert'Libéraux (PVL) : 4 sièges

Les élus entrent en fonction le 30 mai 2017.

### 2013-2017 (49elégislature)
Pour la législature 2013-2017, la répartition des sièges est la suivante :
- Parti libéral-radical (PLR) : 35 sièges (par district : Neuchâtel : 11 ; Boudry : 10 ; Val-de-Travers : 2 ; Val-de-Ruz : 5 ; Le Locle : 3 ; La Chaux-de-Fonds : 4)
- Parti socialiste neuchâtelois (PSN) : 33 sièges (par district : Neuchâtel : 11 ; Boudry : 7 ; Val-de-Travers : 3 ; Val-de-Ruz : 3 ; Le Locle : 1 ; La Chaux-de-Fonds : 8)
- Les Verts (V) : 12 sièges (par district : Neuchâtel : 3 ; Boudry : 2 ; Val-de-Ruz : 1 ; Le Locle : 1 ; La Chaux-de-Fonds : 5)
- Union démocratique du centre (UDC) : 20 sièges (par district : Neuchâtel : 5 ; Boudry : 4 ; Val-de-Travers : 3 ; Val-de-Ruz : 2 ; Le Locle : 1 ; La Chaux-de-Fonds : 5)
- Parti ouvrier et populaire (POP) et SolidaritéS : 9 sièges (par district : Neuchâtel : 2 ; Boudry : 1 ; Le Locle : 3 ; La Chaux-de-Fonds : 3)
- Parti démocrate-chrétien (PDC) : 1 siège (par district : Neuchâtel : 1)
- Vert'Libéraux (PVL) : 5 sièges (par district : Neuchâtel : 2 ; Boudry : 2 ; La Chaux-de-Fonds : 1)

### 2009-2013 (48elégislature)

Répartition des sièges en 2009-2013

Les élections du 5 avril 2009 ont vu l'élection des députés suivants :
- Parti libéral-radical (PLR) : 41 sièges
- Parti socialiste suisse (PS) : 36 sièges
- Les Verts (V) : 14 sièges
- Union démocratique du centre (UDC) : 14 sièges
- Parti ouvrier et populaire (POP) : 8 sièges
- SolidaritéS : 2 sièges

### Tableau de répartition des sièges de 1997 à 2021
| Parti         | Sièges 1997 | Sièges 2001 | Sièges % 2001 | Sièges 2005 | Sièges % 2005 | Sièges 2009 | Sièges % 2009 | Sièges 2013 | Sièges % 2013 | Sièges 2017 | Sièges % 2017 | Sièges 2021 | Sièges % 2021 | Sièges 2025 |
| ------------- | ----------- | ----------- | ------------- | ----------- | ------------- | ----------- | ------------- | ----------- | ------------- | ----------- | ------------- | ----------- | ------------- | ----------- |
| PRDN          | 24          | 25          | 20,3%         | 15          | 11,6%         |             |               |             |               |             |               |             |               |             |
| L-PPN         | 38          | 35          | 27,9%         | 25          | 18,9%         |             |               |             |               |             |               |             |               |             |
| PLR           |             |             |               |             |               | 41          | 33,2%         | 35          | 28,4%         | 43          | 28,6%         | 32          | 29,9%         | 30          |
| PS            | 41          | 39          | 29,4%         | 41          | 29,0%         | 36          | 28,2%         | 33          | 27,4%         | 32          | 19,4%         | 21          | 19,7%         | 27          |
| Les Verts     | 5           | 7           | 7,3%          | 10          | 8,8%          | 14          | 12,6%         | 12          | 11,4%         | 17          | 11,3%         | 19          | 18,2%         | 15          |
| UDC           |             |             |               | 17          | 15,0%         | 14          | 12,7%         | 20          | 16,2%         | 9           | 10,2%         | 8           | 8,1%          | 12          |
| POP           | 6           | 7           | 7,1%          | 6           | 4,6%          | 10          | 8,5%          | 9           | 7,0%          | 6           | 6,9%          | 8           | 7,7%          | 8           |
| SOL           | 1           | 2           | 3,6%          | 1           | 2,9%          |             |               |             |               | 2           | 0,9%          | -           | 2,4%          |             |
| Vert'libéraux |             |             |               |             |               |             |               | 5           | 5,3%          | 4           | 3,4%          | 8           | 8,2%          | 5           |
| LC            |             |             |               |             |               |             |               | 1           | 2,7%          | 2           | 1,8%          | 4           | 4%            | 3           |
| Total         | 115         | 115         | 100%          | 115         | 100%          | 115         | 100%          | 115         | 100%          | 115         | 100%          | 100         | 100%          | 100         |

## Organes du Grand Conseil
Le Grand Conseil est composé de plusieurs organes : la présidence, le bureau du Grand Conseil, les commissions et les scrutateurs.

### Présidence
Le président ou la présidente du Grand Conseil est élu chaque année au mois de mai, pour une période d'un an. Dans la plupart des cas, il a préalablement occupé un poste de membre du bureau, puis successivement de 2e et de 1er vice-président. Le président a plusieurs tâches : il convoque le Grand Conseil, il dirige les séances du Grand Conseil et du bureau et veille à ce qu’ils s’acquittent à temps de leurs tâches, il veille au respect de la législation sur le Grand Conseil, ainsi qu’à la dignité des débats et au maintien de l'ordre, il signe avec le secrétaire général tous les actes et lettres du Grand Conseil et du bureau, il représente le Grand Conseil à diverses manifestations, assemblées de sociétés et d'associations auxquelles les autorités cantonales sont conviées.

### Bureau du Grand Conseil
Le bureau du Grand Conseil est formé du président, qui le convoque et le préside, des premier et second vice-présidents, de deux membres et du président de chacun des groupes politiques représentés au Grand Conseil. Il assure la direction administrative et la gestion du Grand Conseil, sous réserve des compétences générales du plénum et de celles de la présidence. Ses tâches principales sont : veiller au bon fonctionnement du Grand Conseil, de ses organes et de son secrétariat général ; constituer les commissions, leur attribuer les affaires et nommer leurs membres ; lorsque ces compétences ne relèvent pas du Grand Conseil, planifier les séances du Grand Conseil et en fixer les dates ; vérifier la recevabilité et arrêter la liste et l'ordre des objets à traiter par le Grand Conseil et leur mode de traitement ; traiter la correspondance adressée au Grand Conseil ainsi que les autres affaires courantes.

### Commissions
Il existe au sein du Grand Conseil des commissions permanentes, thématiques et temporaires. Les commissions doivent accomplir les tâches qui leur sont confiées par la législation, par le Grand Conseil ou son bureau, notamment : procéder à l’examen préalable de rapports, étudier des sujets qui leur sont propres, faire des propositions au Grand Conseil et rendre compte au Grand Conseil de l'ensemble de leurs travaux sous la forme de rapports écrits.

### Scrutateurs
Les scrutateurs sont au nombre de quatre et ont plusieurs tâches : contrôler la liste de présence des sessions, valider les procès-verbaux de vote électronique, délivrer et recueillir les bulletins de vote, dépouiller le scrutin, compter les suffrages lorsque le vote a lieu par assis et levé et communiquer le résultat, et établir le nombre de membres du Grand Conseil présents dans la salle dans les cas prévus par la loi,.

## Fonctionnement du Grand Conseil
Le Grand Conseil est régi par la loi d’organisation du Grand Conseil.
Depuis 2021, le Grand Conseil est composé de 100 membres et 21 membres suppléants. Les membres empêchés du Grand Conseil peuvent se faire remplacer par des députés suppléants lors des sessions ou des séances de commissions. Les députés suppléants ne peuvent remplacer que les députés du parti dans lequel ils ont été élus. La liste qui obtient de 1 à 5 sièges a droit à un député suppléant, celle qui obtient de 6 à 10 sièges a droit à deux députés suppléants, et ainsi de suite. Au-delà de 20 sièges, la liste a droit à cinq suppléants. Ils sont élus en même temps et sur la même liste que les députés. L'élection des membres suppléants est réglée par la loi sur les droits politiques, qui prévoit que les députés suppléants sont élus en même temps et sur la même liste que les députés du Grand Conseil (ils sont les viennent-ensuite après les députés élus, dans l'ordre des suffrages nominatifs obtenus). Pour être éligible au Grand Conseil, il faut être électeur de nationalité suisse.
Une législature du parlement neuchâtelois dure quatre ans et commence au mois de mai. Le président change tous les ans, au mois de mai également,.
Les membres du Grand Conseil siègent en session ordinaire une fois par mois, dix fois par année, de janvier à juin puis de septembre à décembre. Les sessions comportent habituellement deux ou trois séances, auxquelles peuvent être ajoutées des séances de relevée selon le volume de travail à accomplir. Lors de la session de juin, le Grand Conseil examine les comptes de l'année précédente et lors de la session de décembre le budget de l'année à venir.
Le Grand Conseil suit l’ordre du jour de la session, établi par le bureau du Grand Conseil, qui peut notamment contenir les éléments suivants : assermentations, élections des organes du Grand Conseil, élections des membres de la magistrature de l'ordre judiciaire, programme de législature et plan financier, budget et comptes de l'État, rapports du Conseil d'État, du bureau et des commissions, initiatives des membres du Grand Conseil, du bureau, des commissions et des groupes, motions populaires et initiatives des communes.
Les sessions sont publiques et retransmises en direct et archivées sur internet. Tous les débats du Grand Conseil sont enregistrés, transcrits, puis imprimés. Ils forment le Bulletin officiel des délibérations du Grand Conseil.

### Procès-verbaux
Les procès-verbaux des séances du Grand Conseil sont publiés dans le Bulletin officiel des délibérations du Grand Conseil de la République et Canton de Neuchâtel depuis 1848. Ce bulletin est publié sous forme papier par volume numéroté de 1 (1848) à 168 (2002/2003), pouvant comprendre chacun plusieurs tomes. Ensuite, la numérotation par volume est interrompue au profit des années législatives, toujours divisées par tome.

## Sources d'archives
- Fonds : Chancellerie d'État (1848-2015).  Cote : CHA. Archives de l'État de Neuchâtel (présentation en ligne).